# یاکوب هاناک
یاکوب هاناک (چکی: Jakub Hanák؛ زادهٔ ۲۶ مارس ۱۹۸۳) قایقران روئینگ اهل جمهوری چک است.